# 陳文廉
陳文廉（1925年7月24日—2020年1月8日），律師，越南共和國教授、法官。

## 生平
1925年7月24日，陳文廉生於越南南方的美湫。
1962年，陳文廉獲得西貢大學法學博士學位。1964年起，擔任西貢法學院教授。1968年，出任越南共和國最高法院法官。
2020年1月8日，陳文廉在美國加利福尼亞州阿卡迪亞過世，享壽95歲。

## 榮譽
- 第一等彰美佩星[2]
- 心理戰佩星（1967年）[2]
- 社會佩星（1967年）[2]

## 個人生活
陳文廉是佛教徒，法名明正（Minh Chánh）。